# 小行星13046
小行星13046（13046 Aliev）是一颗绕太阳运转的小行星，为主小行星带小行星。该小行星于1990年8月19日发现。

## 轨道参数
小行星13046的轨道半长轴为381 550 821 km，2.5504734 UA，离心率为0.263。